# Каменисто мекошарче
Каменистото мекошарче (Epallage fatime) е вид насекомо от семейство Euphaeidae.

## Разпространение
Разпространено е от Близкия изток до северозападните части на Индия, както и в най-югоизточните части на Европа, включително в Югоизточна България. В територията на България вида прониква по черноморското крайбрежие в най-южните му части. Най-благоприятни условия за развитие намира в крайните югоизточни райони. Видът е откриван само в планинските райони с медитеранско влияние от места с ниска надморска височина предимно между 100 и 300 метра.

### Разпространение в България
В територията на България вида прониква покрай черноморското крайбрежие в най-южната му част. Най-благоприятни условия за развитие намира в крайните югоизточни райони. Открит е в много от реките в и северно от Странджа до към гр. Бургас. Допълнителните съобщения са от Източни Родопи и Източна Стара планина.

## Размножаване
Ларвите на вида обитават долната повърхност на речните камъни. Въпреки тази особеност имагото не полага яйцата си свободно във водата, а в тъканта на растенията.

## Летене
Пролетен вид. Най-ранните наблюдения (27.05.1995) са от източните склонове на Стара планина. В Южна България видът лети и до началото на август (03.08.1997). Пиковете в активността се получават за сметка на изследванията в Странджа, където видът е най-добре разпространен. Дадените по-горе факти са показателни за това, че E. fatime вероятно би следвало да се приема за пролетно-летен вид, което вероятно ще бъде потвърдено при допълнителните регионални проучвания.

## Още
Растителните обраствания около и във вътрешността на водоемите са важни не само при снасяне на яйцата, но и се използват като място за кацане по време на дневната активност на имагото. Екземпляри са наблюдавани по стъблата или листата на крайбрежната или плаващата по повърхността растителност (Cyperacaea, ръждавец и др.). При водата по-често се откриват мъжки екземпляри. Женски индивиди са наблюдавани накацали по крайни сухи клонки на близките до водоема дървета. В тези места, както и в близост до водата, имагото е откривано само в осветени от слънцето участъци. При засенчване на мястото за почивка, отлитаг и се появяват отново когато последното бъде осветено.